# Linguagem protopolinésia
Proto-polinésio (abreviado PPn ) é a protolíngua hipotética da qual descendem todas as línguas polinésias modernas. É uma língua filha da língua proto-austronésia. Os linguistas históricos reconstruíram a linguagem usando o método comparativo, da mesma maneira que com o proto-indo-europeu e o proto-urálico. Este mesmo método também foi usado para apoiar as evidências arqueológicas e etnográficas que indicam que a terra natal ancestral do povo que falava proto-polinésio estava nas proximidades de Tonga, Samoa e ilhas próximas.

## Fonologia
O proto-polinésio possui um inventário fonológico pequeno, com 13 consoantes e 5 vogais.

### Consoantes
|                | Bilabial | Alveolar | Velar | Glótico |
| -------------- | -------- | -------- | ----- | ------- |
| Parada sem voz | *p       | *t       | *k    | *ʔ      |
| Nasal          | *m       | *n       | *ŋ    |         |
| Fricativo      | *f       | *s       |       | *h      |
| Trinado        |          | *r       |       |         |
| Lateral        |          | *l       |       |         |
| Deslizar       | *w       |          |       |         |

### Vogais
O proto-polinésio tem cinco vogais, /a/ /e/ /i/ /o/ /u/, sem distinção de comprimento. Em várias línguas filhas, sequências sucessivas de vogais se juntaram para produzir vogais longas e ditongos, e em algumas línguas esses sons mais tarde se tornaram fonêmicos.

### Correspondências sonoras
| Proto-polinésio          | Proto-polinésio          | Proto-polinésio         | *p | *t    | *k    | *ʔ  | *m  | *n  | *ŋ    | *w  | *f | *s | *h  | *l | *r  |
| ------------------------ | ------------------------ | ----------------------- | -- | ----- | ----- | --- | --- | --- | ----- | --- | -- | -- | --- | -- | --- |
| tonganês                 | tonganês                 | tonganês                | p  | t     | k     | ʔ   | m   | n   | ŋ     | v   | f  | h  | h   | l  | l/Ø |
| Niueano                  | Niueano                  | Niueano                 | p  | t     | k     | Ø   | m   | n   | ŋ     | v   | f  | h  | h   | l  | l/Ø |
| Niuafo'ou                | Niuafo'ou                | Niuafo'ou               | p  | t     | k     | ʔ/Ø | m   | n   | ŋ     | v   | f  | h  | h/Ø | l  | l/Ø |
| Proto-Nuclear-Polinésia  | Proto-Nuclear-Polinésia  | Proto-Nuclear-Polinésia | *p | *t    | *k    | *ʔ  | *m  | *n  | *ŋ    | *w  | *f | *s | *Ø  | *l | *l  |
|                          | Samoano                  | Samoano                 | p  | t ~ k | ʔ     | Ø   | m   | n   | ŋ     | v   | f  | s  | Ø   | l  | l   |
| Leste de Futunan         | Leste de Futunan         | t                       | p  | k     | ʔ/Ø   |     | m   | n   | ŋ     | v   | f  | s  | Ø   | l  | l   |
| tikopiano                | tikopiano                | t                       | p  | k     | Ø     | ɾ   | ɾ   | n   | ŋ     | v   | f  | s  | Ø   |    |     |
| Nukuoroan                | Nukuoroan                | t                       | p  | k     | Ø     | h   | m   | n   | ŋ     | v   | l  | l  | Ø   |    |     |
| Proto-oriental-polinésio | Proto-oriental-polinésio | *p                      | *t | *k    | *ʔ/Ø  | *m  | *n  | *ŋ  | *w    | *f  | *h | *Ø | *l  | *l |     |
|                          | Rapa nui                 | p                       | t  | k     | ʔ/Ø   | m   | n   | ŋ   | v     | v/h | h  | Ø  | ɾ   | ɾ  |     |
| MVA, Ilhas Cook Maori    | Ø                        | p                       | t  | k     | ʔ/v   | m   | n   | ŋ   | v     | ʔ   |    | Ø  | ɾ   | ɾ  |     |
| Tuamotuano               | Ø                        | p                       | t  | k     | f/h/v | m   | n   | ŋ   | v     | h   |    | Ø  | ɾ   | ɾ  |     |
| Maori                    | Ø                        | p                       | t  | k     | w     | m   | n   | ŋ   | ɸ/h   | h   |    | Ø  | ɾ   | ɾ  |     |
| taitiano                 | Ø                        | p                       | t  | ʔ     | ʔ     | m   | n   | v   | f/v/h | h   |    | Ø  | ɾ   | ɾ  |     |
| N. Marquesan             | Ø                        | p                       | t  | k     | k     | m   | n   | v   | h     | h   | ʔ  | ʔ  |     |    |     |
| S. Marquesano            | Ø                        | p                       | t  | ʔ     | n     | n   | f/h | v   |       | h   | ʔ  | ʔ  |     |    |     |
| havaiano                 | Ø                        | p                       | k  | ʔ     | n     | n   | v/w | h/w | l     | l   |    |    |     |    |     |

## Vocabulário
A seguir, uma tabela com alguns exemplos de vocabulário, conforme representado ortograficamente em vários idiomas. Todas as instâncias de ⟨ʻ⟩ representam uma parada glotal, IPA /ʔ/. Todas as instâncias de ⟨ng⟩ e samoano ⟨g⟩ representam o único fonema /ŋ/. A letra ⟨r⟩ em todos os casos representa o tap alveolar sonoro /ɾ/, não /r/.
| Proto-polinésio | tonganês | Niueano | Samoano | Rapa nui    | taitiano | Te Reo Maori | Ilhas Cook Maori | S. Marquesano | havaiano | Inglês    |
| --------------- | -------- | ------- | ------- | ----------- | -------- | ------------ | ---------------- | ------------- | -------- | --------- |
| *taŋata         | tangata  | tangata | tagata  | tangata     | ta'ata   | tangata      | tangata          | ʻ enata       | canacá   | pessoa    |
| *sina           | hina     | hina    | sina    | hina        | hinahina | hina         | ʻ                |               | hina     | grisalho  |
| *kanahe         | kanahe   | kanahe  | ʻ anae  |             | 'anae    | kanae        | kanae            |               | ʻ anae   | salmonete |
| *tiale          | siale    | azul    | azul    | tiare       | tiare    | tīare        | tiare            |               | kiele    | flor      |
| *waka           | vaka     | vaka    | vai ʻ a | vaka        | va'a     | waka         | vaka             | vaka          | era ʻ    | canoa     |
| *fafine         | bom      | fino    | fafine  | vi'e/vahine | vahine   | wahine       | ʻ                | vehine        | wahine   | mulher    |
| *matuʔa         | mātu'a   | motua   | matua   | matu ʻ a    | metua    | matua        | metua, matua     | motua         | makua    | pai       |
| *rua            | ua       | ua      | lua     | rua         | rua      | rua          | rua              | ʻ             | lua      | dois      |
| *tolu           | tolú     | tolú    | tolú    | toru        | toru     | toru         | toru             | ʻ você        | kolu     | três      |